# Hüseyin Avni Pascha
Hüseyin Avni Pascha (* 1819 in Dostköy bei Isparta im südwestlichen Kleinasien; † 15. Juni 1876 Istanbul) war ein türkischer General, Staatsmann und Großwesir des Osmanischen Reichs.

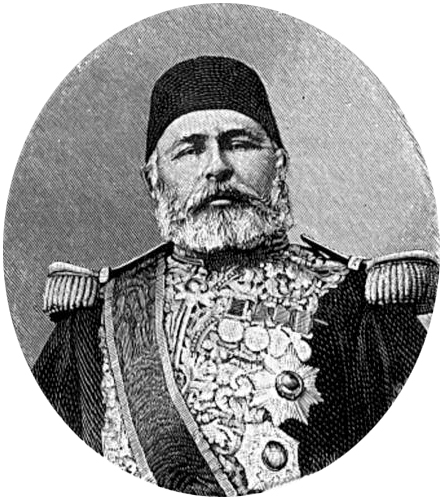
Hüseyin Avni Pascha

## Leben
Hüseyin wurde 1853 (zu Beginn des Krimkrieges) Offizier im Generalstab unter Omar Pascha. Während des Krieges wurde er zum Oberst befördert und wandte sich mit Omar Pascha zur abchasischen Küste und nahm dort an der Schlacht am Ingur teil. Hierauf beförderte man ihn zum Liwa (Brigadegeneral). 
Im Krieg mit Montenegro begann er als Divisionsgeneral, wurde aber bald abberufen und an die Spitze des Kriegsministerialkollegiums gestellt. 1864 wurde Hüseyin zum Muschir (Feldmarschall), zum Kommandanten des Gardearmeekorps und zum stellvertretenden Seraskier (Kriegsminister) ernannt. Beim Sturz Fuad Paschas 1866 wurde auch Hüseyin Pascha ausgemustert und erst 1867 wieder gegen die Eindringlinge auf Kreta verwendet. Nach einem kurzen Zwischenaufenthalt als Kommandeur des Observationskorps an der Grenze zu Griechenland kehrte er bald als Generalissimus nach Kreta zurück, wo er den Aufstand vollständig niederrang.
Hüseyin wurde zum Kriegsminister ernannt und führte nun seine lange gehegten Pläne für eine Reorganisation der Armee des Osmanischen Reiches durch. Nach dem Tod von Großwesir Ali Pascha im September 1871 verlor auch er seine Stellung als Kriegsminister und wurde für mehrere Monate in seine Heimat verbannt. 
Nachdem Midhat Pascha 1872 Großwesir geworden war, kehrte Hüseyin nach Konstantinopel zurück und wurde im Februar 1874 selbst zum Großwesir ernannt. Er behauptete sich auf diesem Posten bis zum 25. April 1875. Im Anschluss wurde er nach Izmir gesandt, um als Generalgouverneur der Provinz Aydın zu wirken. Zwischen dem 25. August 1875 und dem 1. Oktober war er wieder Kriegsminister und ging dann als Generalgouverneur in die Provinz Hüdavendigar nach Bursa. 
Am 11. Mai 1876 übernahm Hüseyin wieder das Kriegsministerium und spielte bei der Absetzung des Sultans Abdülaziz in der Nacht vom 29. auf den 30. Mai eine Hauptrolle. Der Hass der Anhänger des abgesetzten Sultans richtete sich nun am heftigsten gegen Hüseyin Pascha. Er wurde am Abend des 15. Juni 1876 während einer Ministerversammlung im Hause von Midhat Pascha vom Schwager Abdülaziz', dem Tscherkessen Hasan Bey, ermordet.
| Vorgänger                    | Amt                                                               | Nachfolger               |
| ---------------------------- | ----------------------------------------------------------------- | ------------------------ |
| Şirvanlı Mehmed Rüşdi Pascha | Großwesir des Osmanischen Reiches 14. Februar 1874–25. April 1875 | Sakızl Ahmed Esat Pascha |

| Personendaten    | Personendaten                      |
| ---------------- | ---------------------------------- |
| NAME             | Hüseyin Avni Pascha                |
| KURZBESCHREIBUNG | osmanischer General und Staatsmann |
| GEBURTSDATUM     | 1819                               |
| GEBURTSORT       | Dostköy                            |
| STERBEDATUM      | 15. Juni 1876                      |
| STERBEORT        | Istanbul                           |